# 海藤花
海藤花（かいとうげ）は、タコの卵から製される食品。兵庫県明石市の名産。
ケシ粒大の卵粒がつらなり、たれさがるのがフジの花房に似ることから、江戸時代に明石藩の儒者・梁田蛻巌によって「海藤花」と命名された。
最初は蛸壺の中に産みつけられたのを「すぼし」にした。のちに塩漬けにもされるようになって、胎卵もしぼりとられるようになった。麹塩漬けにもするが、長くもつのは立て塩漬けである。塩出しをして三杯酢にしたのが最も酒にあうという。ざっとゆでて吸い物におとしたり、みりん醤油で甘露煮風に煮詰めたりする。